# بیرد (نبراسکا)
بیرد(به انگلیسی: Bayard) شهری در ایالت نبراسکا کشور ایالات متحده آمریکا است که جمعیت آن در سرشماری سال ۲۰۱۰ میلادی، ۱٬۲۰۹ نفر بوده‌است.